# Stefan Löffler
Stefan Löffler, né le 2 septembre 1982 à Friedrichshafen, est un coureur cycliste allemand.

## Palmarès
- 2004
  - 5e étape du Tour de Berlin (U23)
- 2005
  - 2e étape de Stuttgart-Strasbourg
- 2008
  - 2e étape du Tour de Thaïlande

## Classements mondiaux
| Année           | 2005 | 2006  | 2007 | 2008 | 2009 |
| --------------- | ---- | ----- | ---- | ---- | ---- |
| UCI Asia Tour   |      |       |      | 77e  | 70e  |
| UCI Europe Tour | 595e | 1078e | 496e |      |      |